# الصوفية في الأردن
يعتبر العديد من الصوفيين الأردن "مركزًا روحيًا وبيئة خصبة للصوفية"،ويرجع ذلك جزئيًا على الأقل إلى حقيقة أن العديد من روايات القرآن تحدث داخل حدوده الحديثة. ينتمي العديد من الصوفيين في الأردن اليوم إلى إحدى الطرق الرئيسية الستة : القادرية، النقشبندية، الرفاعية، الشاذلية، الخلواتية، والتيجانية. يعود التاريخ الشفهي للممارسة الصوفية في شمال الأردن إلى القرن الثالث عشر على الأقل، وقد "تم توثيقه في وقت مبكر من القرن السادس عشر في سجلات الضرائب العثمانية." ظلت الصوفية في الأردن المعاصر بارزة حتى منتصف القرن السادس عشر. -القرن ال 20.
حتى عصر الاستقلال، هيمنت الطرق الصوفية والأشكال الشعبية للتدين الصوفي على المشهد الديني، ولم تبدأ الحركات والجماعات الإسلامية الأخرى في الظهور إلا في وقت لاحق كفروع لجماعات أخرى أنشئت بالفعل خارج حدود الأردن.